# Avanos

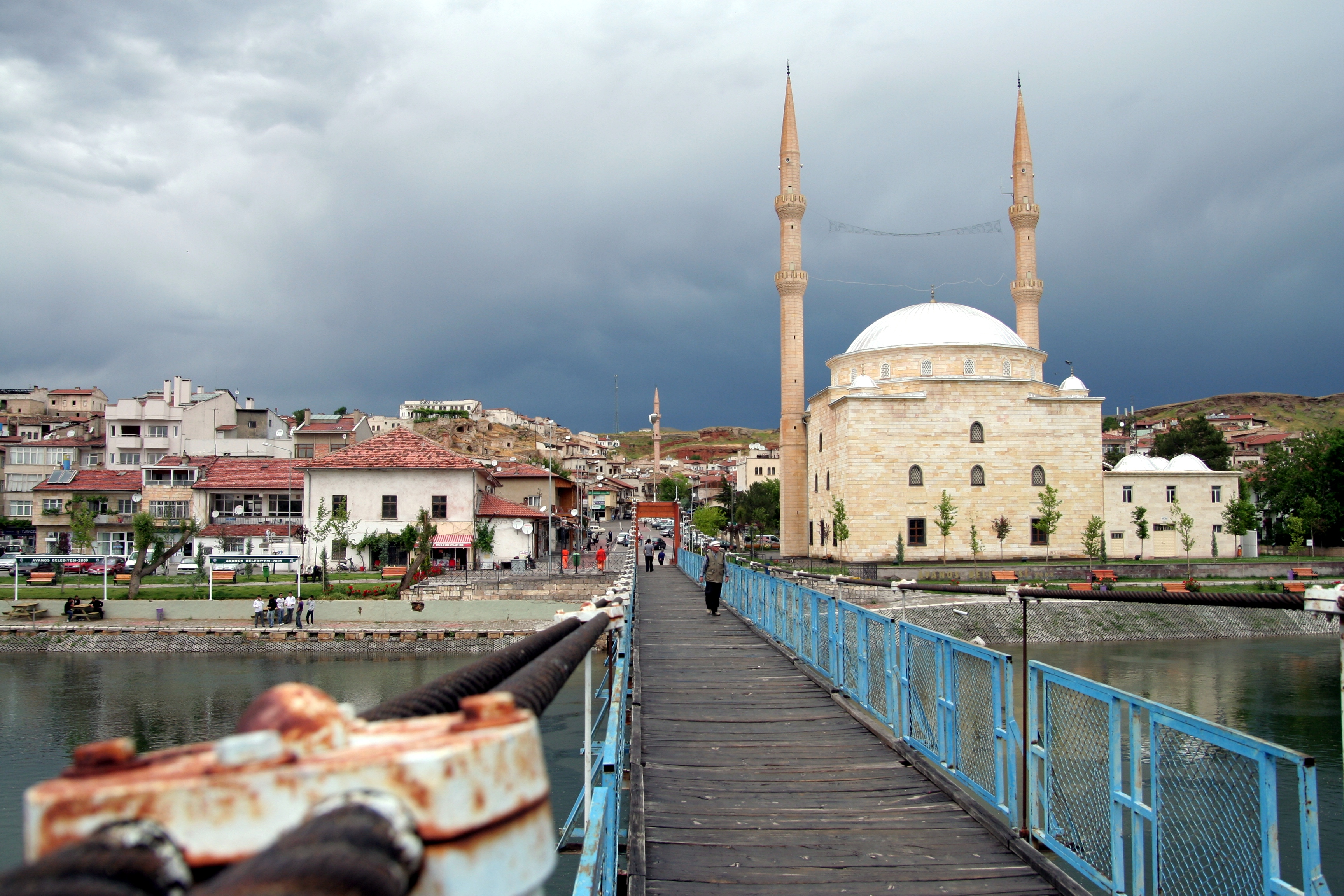
Vista do centro da cidade de Avanos e do Quizil Irmaque

Avanos é uma cidade e distrito da província de Nevşehir, na região histórica e turística da Capadócia, na Anatólia Central, Turquia. Está situada a 18 km a norte de Nevşehir. A população do distrito era de 35 120 habitantes (2007), dos quais 18 921 viviam na cidade de Avanos. O distrito tem uma área de 994 km² e a altitude média é de 920 metros. O ponto mais alto é o Monte Ismail Sivrisi, com 1 756 m.
A velha cidade de Avanos é banhada pelo rio mais longo da Turquia, o Quizil Irmaque (ou Hális), o qual também separa a cidade do resto da Capadócia. A cidade é conhecida principalmente pela suas tapeçarias e principalmente pela sua cerâmica de barro vermelho extraído das margens do Quizil-Irmaque, uma atividade tradicional na zona desde o tempo dos hititas ainda muito importante atualmente. É um destino turístico popular devido à beleza da cidade velha com as suas ruas empedradas e vistas sobre o rio.

## Clima
O clima é continental, com verões quentes e secos e invernos frios e húmidos.

## História
Avanos era conhecida na Antiguidade como Venessa e foi assentamento importante em diferentes épocas. Supõe-se que o nome atual derive do nome da cidade durante a época romana, Vanessa. Em escavações arqueológicas realizadas num túmulo perto da cidade foram encontrados vestígios do período hitita. Também se encontraram ruínas de um templo dedicado ao deus grego Zeus datado do período helenístico. Após o período bizantino, a cidade esteve na posse dos turcos seljúcidas durante largos anos, sendo posteriormente anexada ao Império Otomano em 1466.

## Atrações turísticas
Os monumentos históricos mais importantes da cidade são a mesquita seljúcida de Aladdin e a mesquita otomana de Yeralti, esta última do século XVI.

### Zelve
A cerca de 5 km de Avanos e a 1 km de Paşabağları, o complexo monástico de Zelve estende-se por três vales separados, na área com maior concentração de chaminés de fadas. Estas formações tão caraterísticas da Capadócia, apresentam bases espessas e pontas muito aguçadas. Existem numerosas ruínas de habitações trogloditas (outra das imagens de marca da Capadócia) na encosta íngreme de Aktepe. Não se sabe ao certo quando as populações começaram a viver nos abrigos escavados na rocha, um hábito também comum em áreas vizinhas como Uçhisar, Göreme e Cavuşin. Sabe-se que em Zelve viveu uma importante comunidade cristã, que o local foi o centro religioso da região entre os séculos IX e XIII e aí foram fundados os  primeiros seminários para padres.

### Igreja de São João Baptista, em Cavuşin
É uma grande basílica, que se pensa ter sido um destino de peregrinações. Foi construída no século V. A sua posição no cimo duma encosta e o aspeto imponente da sua fachada com colunas realçam a sua proeminência sobre todo o vale.

### Igreja de Nicéforo Focas, em Cavuşin
Esta igreja, também conhecida como Casa dos Pombos, encontra-se ao lado da estrada de Avanos para Göreme, a 2,5 km desta última. Tem arcos em túnel, uma nave central elevada e três absides. O nártex já não existe. Tem frescos comemorativos da passagem do imperador bizantino Nicéforo II Focas pela Capadócia em 964-965, durante a sua campanha militar na Cilícia. Pensa-se que os frescos comemoram uma peregrinação do imperador à vizinha igreja de São João Baptista. [a]

### Igreja de Güllüdere (SantoAgathangelos)
Localizada no final do vale de Güllüdere, a cerca de 2 km de Cavuşin, no fundo de uma encosta muito íngreme, é uma construção do século VI ou VII. Tem uma nave quadrada com teto plano e apenas uma abside ampla, a qual foi adicionada no século IX ou X e onde se encontram dois ou três camadas de frescos, que indicam que teria sido pintada regularmente. As pinturas apresentam Jesus num trono, ladeado simetricamente por símbolos de autores dos evangelhos. No centro do teto plano encontra-se um relevo de uma cruz no meio de um círculo rodeado de folhas de palmeiras e grinaldas. Este tipo de decoração é provavelmente do período iconoclasta. As pessoas da região eram muito devotas da cruz, tendo esta continuado a ser usada como motivo artístico depois do fim daquele período porque representava a Vera Cruz de Jerusalém.

### Cidade subterrânea deÖzkonak

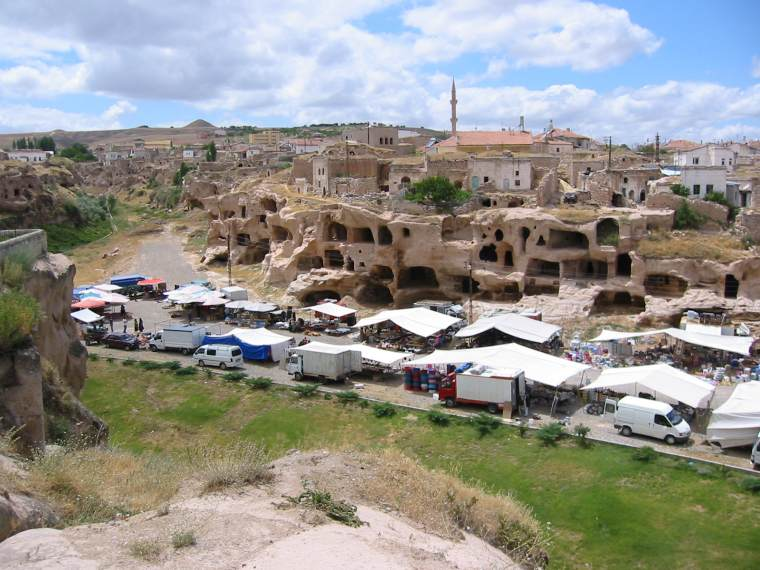
Vista da entrada da cidade subterrânea de Özkonak

Situada 14 km a nordeste de Avanos, esta cidade subterrânea foi construída na encosta norte do Monte Idis, numa área de estratos de granito vulcânico. As extensas galerias da cidade estão espalhadas por uma grande área e estão ligadass entre elas por túneis. Ao contrário das cidades subterrâneas de Kaymaklı e Derinkuyu, existem orifícios muito longos e estreitos (cerca de 5 cm)  que permitiam a comunicação entre os diferentes níveis além de servirem como sistema de ventilação.
A cidade foi descoberta em 1972 pelo muezim local, Latif Acar, quando tentava perceber porque é que água dos seus campos se esvaía para baixo do solo. Começou por descobrir uma sala subterrânea, que depois de escavada se revelou um local  capaz de albergar 60 000 pessoas durante três meses. Foram descobertos 10 andares, até uma profundidade de 40 m, encontrando-se apenas quatro deles abertos ao público.
Ao contrário das outras cidades subterrâneas da região, além dos portões em forma de roda de pedra, por cima dos túneis existem buracos usados para derramar óleo a ferver por cima dos inimigos. À semelhança de Kaymaklı e Derinkuyu, Özkonak tem um sistema de ventilação, um poço de água e um lagar de vinho.